# 1958
1958 (MCMLVIII) fue un año común comenzado en miércoles según el calendario gregoriano.

## Acontecimientos

### Enero
- 1 de enero: se funda la Comunidad Económica Europea.
- 1 de enero: en Annecý (Francia) se abre la primera tienda Carrefour.
- 2 de enero: en Venezuela, el gobierno anuncia la rendición de los sublevados en Maracay.
- 3 de enero: una expedición neozelandesa, dirigida por Edmund Hillary, llega al Polo sur.
- 4 de enero: el satélite artificial soviético Sputnik 1 (que fue el primer satélite artificial de la Historia, lanzado el 4 de octubre de 1957) se desintegra en la atmósfera.
- 8 de enero: en los Estados Unidos, el niño Bobby Fischer, de 14 años, gana el Campeonato Nacional de Ajedrez.
- 10 de enero: en Venezuela, Pedro Estrada, director de la Dirección de Seguridad Nacional, es removido del cargo por el general Marcos Pérez Jiménez, acelerando la caída de ese régimen.
- 17 de enero: en Perú se inaugura TV Perú, el primer canal de televisión del Perú.
- 18 de enero: en Maxton (Carolina del Norte), indios lumbí armados confrontan a un grupo de hombres de la banda terrorista racista Ku Klux Klan.
- 18 de enero: en los Estados Unidos, el canal CBS transmite el primero de los Conciertos para Jóvenes del compositor Leonard Bernstein dirigiendo la Filarmónica de Nueva York. La serie (un concierto cada tres meses aproximadamente) se televisará durante los siguientes catorce años, y convertirá a Bernstein en el director de orquesta más famoso de ese país.
- 19 de enero: en la provincia de Esmeraldas, Ecuador, se registra un terremoto de 7,6 que deja más de 100 muertos y más de 40 heridos.
- 23 de enero: en Venezuela, después de dos días de huelga nacional, un movimiento cívico-militar derriba al dictador Marcos Pérez Jiménez y restablece la democracia venezolana.
- 28 de enero: en los Estados Unidos, el beisbolista Roy Campanella (1921-1993), de 36 años, sufre un accidente automovilístico que lo deja hemipléjico.
- 31 de enero: desde cabo Cañaveral (Estados Unidos), a las 22:48 (hora local) la NASA pone en órbita el primer satélite estadounidense, el Explorer 1. (El primer satélite artificial de la Historia fue el soviético Sputnik 1, lanzado el 4 de octubre de 1957).
- 31 de enero: James Van Allen descubre los cinturones de radiación que llevan su nombre.

### Febrero
- 1 de febrero: desde cabo Cañaveral (Estados Unidos), a las 3:48 UTC la NASA pone en órbita el primer satélite estadounidense, el Explorer 1. (El primer satélite artificial de la Historia fue el soviético Sputnik 1, lanzado el 4 de octubre de 1957).
- 1 de febrero: en la ciudad de El Cairo, Siria y Egipto se unen, formando la República Árabe Unida, posteriormente disuelta.
- 2 de febrero: en Costa Rica, Mario Echandi es nombrado presidente de la república.
- 5 de febrero: en Egipto, Gamal Abdel Nasser es nombrado el primer presidente de la recién creada República Árabe Unida.
- 5 de febrero: frente a la desembocadura del río Savannah (estado de Georgia), durante un ejercicio de práctica a las 2:00 de la mañana, un bombardero B-47 que cargaba con una bomba de hidrógeno Mark 15 de 3500 kg rozó en el aire a un avión de combate F-86. Para proteger a la tripulación de una posible explosión, la bomba fue tirada a las superficiales aguas ―donde creían que se podría recuperar fácilmente― a pocos kilómetros de la localidad de Tybee Island. Nunca se logró recuperar.
- 6 de febrero: en el aeropuerto de Múnich-Riem se estrella el vuelo 609 de la empresa British European Airways. Muere el equipo completo del Manchester United británico, entre otros. (Desastre aéreo de Múnich).
- 10 de febrero: en Ifni (Marruecos) fuerzas invasoras españolas inician una ofensiva para expulsar a los soldados nacionalistas.
- 10 de febrero: en Guatemala, Miguel Ydígoras Fuentes es elegido presidente en segunda votación.
- 10 de febrero: se inicia la conversión de la moneda española en francos marroquíes: 10 francos equivalen a 1 peseta.
- 11 de febrero: se registra el máximo solar más fuerte de la Historia humana.
- 11 de febrero: en China, el Congreso Popular chino acuerda introducir el alfabeto latino en el país.
- 11 de febrero: en China, Marshal Chen Yi suceede a Zhou Enlai como ministro de Asuntos Exteriores.
- 11 de febrero: en los Estados Unidos ―bajo el imperio del apartheid― la aerolínea Mohawk Airlines contrata a Ruth Carol Taylor como azafata. Es la primera mujer afroestadounidense que consigue ese trabajo. Su carrera duró solo seis meses debido a otra barrera discriminatoria: la empresa prohibía que las azafatas se casaran.
- 14 de febrero: Jordania e Irak crean una federación como réplica a la fundación de la República Árabe Unida.
- 17 de febrero: en España, el dibujante Carlos Sáenz de Tejada recibe la encomienda de Alfonso X el Sabio.
- 20 de febrero: el cohete estadounidense Atlas estalla en la plataforma de lanzamiento de Cabo Cañaveral, lo que supone el quinto fracaso de siete intentos de lanzamiento.
- 21 de febrero: en Ifni (Marruecos) se inicia la segunda fase de la invasión militar española.
- 22 de febrero: Estados Unidos decide facilitar al Reino Unido 60 cohetes Thor con ojiva nuclear.
- 23 de febrero: en Cuba, los rebeldes liderados por Fidel Castro secuestran al automovilista argentino Juan Manuel Fangio, cinco veces campeón del mundo. Lo liberarán 28 horas más tarde.
- 23 de febrero: en Argentina, el político radical Arturo Frondizi es elegido presidente de Argentina gracias a un pacto con Juan Domingo Perón, mientras que los partidos Peronista y Comunista se encontraban proscriptos por el régimen de la Revolución Libertadora.
- 24 de febrero: en la selva de la Sierra Maestra (la provincia más oriental de Cuba), empieza a transmitir (hasta la actualidad) Radio Rebelde ―la difusora de los guerrilleros liderados por Fidel Castro―.
- 24 de febrero: en Londres, el filósofo Bertrand Russell lanza la Campaña para el Desarme Nuclear.

### Marzo
- 1 de marzo: en Grecia dimite el gabinete de Konstantinos Karamanlis.
- 1 de marzo: en Cuba, el dictador Batista rechaza un llamamiento de los obispos católicos para establecer un Gobierno de unión nacional.
- 1 de marzo: en Uruguay, Carlos Fischer se hace cargo de la presidencia del Consejo Nacional.
- 1 de marzo: en el golfo de İzmit ―a unos 100 km al este de Estambul (Turquía) se hunde el buque de pasajeros turco Üsküdar. Mueren al menos 300 personas.
- 7 de marzo: se autoriza, mediante decreto publicado en el BOE el día 25 del mismo mes, la disolución de las entidades locales menores de Campo de Luna, Lagüelles, Láncara de Luna, Oblanca y San Pedro de Luna, pertenecientes al término municipal de Láncara de Luna, en la provincia de León,[1] como consecuencia de la construcción del embalse de Barrios de Luna.
- 17 de marzo: Estados Unidos lanza el Vanguard 1, el segundo satélite de ese país.
- 17 de marzo: en Mars Bluff (Carolina del Sur) cae una bomba atómica desarmada. Los 3447 kg de explosivos convencionales crean una nube de hongo y un cráter de 23 m de diámetro y 8 m de profundidad. Destruye varias casas y hiere a una familia. (Véase el artículo Explosión de una bomba atómica en Mars Bluff).
- 17 de marzo: el director general de Carabineros de Chile Jorge Ardiles Galdames crea, mediante la Orden General n.º 189, el Museo y Archivo Histórico de Carabineros de Chile, actual Museo Histórico Carabineros de Chile.
- 26 de marzo: el escritor francés Pierre Boulle se convierte en la primera persona ganadora del Premio de la Academia sin saber hablar inglés.
- 27 de marzo: en la Unión Soviética, Nikita Jrushchov se convierte en primer ministro.

### Abril
- 1 de abril: España y Marruecos firman los acuerdos de Cintra.
- 6 de abril: en Irán, el shah Mohammad Reza Pahlaví repudia por esterilidad a su esposa Soraya Esfandiarí Bajtiarí.
- 7 de abril: en Huslia, Alaska, se registra un terremoto de 73.
- 14 de abril: la nave espacial soviética Sputnik 2 se desintegra con el cuerpo de la perra Laika (el primer ser vivo terráqueo en el espacio) en su interior al entrar el contacto con la atmósfera.
- 14 de abril: en la selva de la Sierra Maestra (la provincia más oriental de Cuba), el guerrillero Fidel Castro realiza su primera alocución en Radio Rebelde (fundada dos meses antes). Analizó el sangriento revés de la huelga general del 9 de abril, pidió redoblar los esfuerzos en la lucha contra la tiranía de Batista, y ratificó el juramento de que la fortaleza de la montaña jamás sería vencida y que la Patria sería libre o en ese empeño caería hasta el último combatiente.
- 14 de abril: en el Barrio Azul de Arroyo Naranjo (en los suburbios al sur de La Habana), los esbirros al mando del capitán Brito asesinan a los guerrilleros Holvein Quesada Rodríguez y Evidio Marín en su casa de calle Washington entre Rivera y Maceo.
- 15 de abril: se cumplen 400 años de la muerte de Hürrem Sultan
- 28 de abril: 157 km al noreste del atolón Eniwetak (islas Marshall, en medio del océano Pacífico), en un globo aerostático a 26,2 km de altitud, Estados Unidos hace explotar su bomba atómica Yucca, de 18 kilotones. Es la bomba n.º 122 de las 1129 que Estados Unidos detonó entre 1945 y 1992.

### Mayo
- 1 de mayo: en Argentina, el político Arturo Frondizi asume la presidencia.

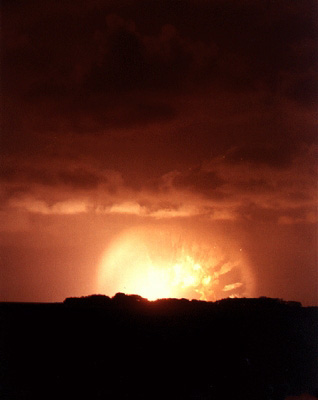
Explosión de la bomba nuclear estadounidense Cactus.

- 5 de mayo: en la isla Runit del atolón Eniwetak (islas Marshall, en medio del océano Pacífico), Estados Unidos hace explotar su bomba atómica Cactus, de 18 kilotones. El cráter más tarde se cubrirá de tierra y escombros contaminados y se cubrirá con una cúpula de concreto, llamada «Domo de la Cactus».
- 5 de mayo: el vicepresidente de Estados Unidos, Richard Nixon, visita Bolivia.
- 8 de mayo: en Costa Rica, Mario Echandi Jiménez asume la presidencia.
- 11 de mayo: en el atolón Bikini (islas Marshall, en medio del océano Pacífico), Estados Unidos detona su bomba atómica Fir, de 1360 kilotones. Se consigue un muy buen rendimiento: 93,4 % de fusión del material radioactivo.
- 11 de mayo: en el atolón Enewetak (islas Marshall, en medio del océano Pacífico), Estados Unidos detona su bomba atómica Butternut, de 81 kilotones. Es la primera vez que se prueba la bomba B46 (o Mk-46), de nuevo diseño.
- 12 de mayo: en el atolón Enewetak, Estados Unidos detona su bomba atómica Koa, de 1370 kilotones.
- 15 de mayo: la Unión Soviética lanza el satélite artificial Sputnik 3.
- 16 de mayo: en el atolón Enewetak, Estados Unidos detona su bomba atómica Wahoo, de 9 kilotones. Se trata de una prueba en las profundidades del océano (975 m).
- 17 de mayo: en España, el dictador Francisco Franco promulga ante las Cortes españolas las Leyes Fundamentales del Reino.
- 20 de mayo: en el atolón Enewetak, Estados Unidos detona su bomba atómica Holly, de 5,9 kilotones.
- 21 de mayo: en el atolón Bikini (islas Marshall, en medio del océano Pacífico), Estados Unidos detona su bomba atómica Nutmeg, de 25,1 kilotones.
- 24 de mayo: en Tokio (Japón) comienzan los III Juegos Asiáticos.[2]
- 26 de mayo: en el atolón Enewetak, Estados Unidos detona su bomba atómica Yellowwood, tipo TX-46, de 330 kilotones. A pesar de su gran potencia, es un fizzle (bomba fallada), ya que se habían predicho 2500 kilotones.
- 26 de mayo: en el atolón Enewetak, Estados Unidos detona su bomba atómica Magnolia, de 57 kilotones.
- 30 de mayo: en el atolón Enewetak, Estados Unidos detona su bomba atómica Tobacco, de 11,6 kilotones. La segunda etapa de los explosivos no funciona.
- 30 de mayo: en el circuito de Indianapolis, fallece el piloto Pat O'Connor durante la celebración de la prueba deportiva de las 500 millas de Indianapolis.
- 31 de mayo: en el atolón Bikini (islas Marshall), Estados Unidos detona su bomba atómica Sycamore, de 92 kilotones. Resulta un fizzle (bomba fallada), ya que se habían predicho 5000 kilotones. Es la bomba n.º 133 de las 1129 que Estados Unidos detonó entre 1945 y 1992.

### Junio
- 1 de junio: en Tokio (Japón) culminan los III Juegos Asiáticos.[2]
- 2 de junio: en el atolón Enewetak (islas Marshall, en medio del océano Pacífico), Estados Unidos detona su bomba atómica Rose, de 15 kilotones. Resulta un fizzle (bomba fallada), ya que se habían predicho 125 kilotones.
- 2 de junio: en las faldas del cerro Picacho, cerca de la ciudad de Guadalajara (México), se estrella un avión Constellation de la empresa Aeronaves de México. Se considera el peor accidente aéreo en la Historia de ese país.
- 8 de junio: en el atolón Enewetak, Estados Unidos detona su bomba atómica Umbrella, de 8 kilotones. Se trata de una prueba en el océano, de poca profundidad (46 m).
- 8 de junio: comienza la VI Edición de la Copa Mundial de Fútbol de 1958 en Suecia.
- 10 de junio: en el atolón Bikini (islas Marshall, en medio del océano Pacífico), Estados Unidos detona su bomba atómica Maple, de 213 kilotones. Es un éxito, ya que se logra el 89 % de la fisión predicha.
- 13 de junio: en China comienza a funcionar el primer reactor nuclear experimental de ese país.
- 13 de junio: en la escuela secundaria Antelope Valley High School, 102 km al norte de Los Ángeles (estado de California), el músico Frank Zappa se gradúa de la escuela secundaria con malas calificaciones.
- 14 de junio: en el cráter de la bomba atómica Castle Bravo (en el atolón Bikini), Estados Unidos detona su bomba atómica Aspen, de 319 kilotones.
- 14 de junio: en el atolón Enewetak (354 km al oeste del atolón Bikini), Estados Unidos detona su bomba atómica Walnut, de 1450 kilotones.
- 18 de junio: en el atolón Enewetak, Estados Unidos detona su bomba atómica Linden, de 11 kilotones.
- 25 de junio: en México, Demetrio Vallejo, líder de los ferrocarrileros, inicia una serie de paros laborales para lograr que el gobierno les dé un aumento de salarios.
- 27 de junio: en el atolón Bikini, Estados Unidos detona su bomba atómica n.º 140, Redwood, de 412 kilotones.
- 27 de junio: en el atolón Enewetak, Estados Unidos detona su bomba atómica Elder, de 880 kilotones.
- 28 de junio: en el atolón Enewetak, Estados Unidos detona su bomba atómica Oak, de 8900 kilotones.
- 28 de junio: en Estocolmo (Suecia) Termina el Mundial de fútbol y Brasil es Campeón por primera vez del Mundo tras vencer 5-2 al Local Suecia.
- 29 de junio: en (Madrid) España el Athletic de Bilbao se proclamó campeón de la Copa de España tras vencer 0-2 al local Real Madrid en el Estadio Santiago Bernabeu esta final pasó a la historia como la final de los once aldeanos.
- 30 de junio: en el atolón Bikini, Estados Unidos detona su bomba atómica Hickory, de 14 kilotones.

### Julio
- 1 de julio: en el atolón Enewetak, Estados Unidos detona su bomba atómica Sequoia, de 5,2 kilotones.
- 2 de julio: en el atolón Bikini, Estados Unidos detona su bomba atómica Cedar, de 220 kilotones.
- 6 de julio: 
  - en el circuito de Reims, (Francia) fallece en accidente el piloto italiano Luigi Musso.
  - se realizan en México las elecciones federales donde resulta elegido el C. Presidente Adolfo López Mateos del Partido Revolucionario Institucional.
- 5 de julio: en el atolón Enewetak, Estados Unidos detona su bomba atómica Dogwood, de 397 kilotones.
- 9 de julio: en la bahía de Lituya, Alaska, un fuerte terremoto de 8,3 provoca un deslizamiento de rocas dentro de la bahía, que genera el megatsunami más alto conocido en la historia humana, que arrasó la costa a una altitud de 524 m.
- 9 de julio: en Grecia, Constantinos Karamanlís vuelve a asumir el poder.
- 11 de julio: nace el futbolista mexicano Hugo Sánchez en la Ciudad de México.
- 12 de julio: en el atolón Bikini (islas Marshall, en medio del océano Pacífico), Estados Unidos detona su bomba atómica Poplar, de 9300 kilotones (la más potente de la operación Hardtack I).
- 14 de julio: en el atolón Enewetak, Estados Unidos detona su bomba atómica Scaevola (una prueba de seguridad que no produce ninguna explosión).
- 17 de julio: en el atolón Enewetak, Estados Unidos detona su bomba atómica Pisonia, de 255 kilotones.
- 22 de julio: en el atolón Bikini (354 km al este del atolón Enewetak), Estados Unidos detona su bomba atómica Juniper, de 65 kilotones. Es la bomba n.º 150 de las 1129 que Estados Unidos detonó entre 1945 y 1992, y la última detonada en esa isla.
- 22 de julio: en Argentina el gobierno de Arturo Frondizi crea el Instituto Di Tella el cual comenzó a difundir las vanguardias artísticas que el Estado fomentó desde el Fondo Nacional de las Artes.[3]
- 23 de julio: en el atolón Enewetak, a las 7:30 hora local (20:30 del 22 de julio, según la hora universal) Estados Unidos detona su bomba atómica Olive, de 202 kilotones.
- 24 de julio: el presidente argentino Arturo Frondizi declara la batalla del petróleo, con la cual logró el auto-abastecimiento petrolero en menos de cuatro años.
- 25 de julio: en Long Beach, Estados Unidos, Luz Marina Zuluaga es coronada como Miss Universo 1958, por la peruana Gladys Zender, siendo la primera colombiana en ganar el certamen.
- 26 de julio: en el atolón Enewetak, Estados Unidos detona su bomba atómica Olive II, de 202 kilotones.
- 26 de julio: en Londres, Reino Unido, Carlos de Inglaterra, primogénito de la Reina Isabel II, es coronado por su madre como príncipe de Gales
- 26 de julio: en el mismo atolón Enewetak, Estados Unidos detona su bomba Pine, de 2000 kilotones. Es la versión «limpia» del diseño Mark-41.
- 26 de julio: en Argentina, el Congreso Nacional deroga el decreto ley 4161/56 sancionado por la dictadura para prohibir al peronismo, y sanciona una ley de amnistía que deja en libertad a los miles de presos políticos peronistas encarcelados por la Revolución Libertadora.[4]
- 31 de julio: a las 23:50 hora local (10:50 UTC, del 1 de agosto), a 76,8 km por encima del atolón Johnston (islas Marshall, en medio del océano Pacífico), Estados Unidos detona su bomba atómica Teak, de 3800 kilotones.

### Agosto
- 3 de agosto: el submarino de propulsión nuclear USS Nautilus se convierte en el primer barco en cruzar el Polo Norte bajo el agua.
- 6 de agosto: en el atolón Enewetak, Estados Unidos detona su bomba Quince, que resulta un fizzle (bomba atómica fallida) y no produce ninguna explosión nuclear.
- 7 de agosto: en Argentina el gobierno de Frondizi crea la empresa estatal Yacimientos Carboníferos Fiscales (YCF).[5]
- 12 de agosto: a 43 km por encima del atolón Johnston, Estados Unidos detona su bomba termonuclear Orange, de 3800 kilotones (la bomba de Hiroshima generó 13 kilotones).
- 18 de agosto: se publica la polémica obra Lolita, de Vladimir Nabokov.
- 18 de agosto: en el atolón Enewetak (islas Marshall, en medio del océano Pacífico), a las 15:00 hora local Estados Unidos detona su bomba atómica Fig, de 0,02 kilotones. Es la bomba n.º 156 de las 1129 que Estados Unidos detonó entre 1945 y 1992, y la última que se hizo explotar en esta isla.
- 19 de agosto: en la costa de Dover (Inglaterra), el nadador bangladesí Brojen Das (30) termina a mediodía el cruce del Canal de la Mancha tras doce horas. Es el primer bengalí y el primer asiático en hacerlo, quedando primero entre 39 competidores. En los siguientes tres años, Das realizará esa proeza seis veces (y será así la primera persona en realizar seis cruces del canal).[6]
- 23 de agosto: el presidente de los Estados Unidos, Dwight D. Eisenhower, firma la Ley Federal de Aviación, transfiriendo toda la autoridad sobre la aviación en los Estados Unidos a la Agencia Federal de Aviación (FAA, más tarde denominada Administración Federal de Aviación).
- 23 de agosto: Guerra civil china: la segunda crisis del estrecho de Taiwán comienza con el bombardeo de Quemoy por el Ejército Popular de Liberación.

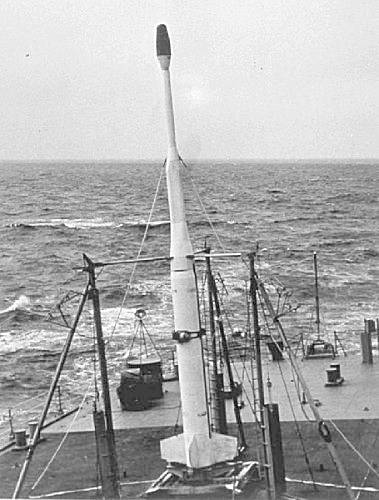
Uno de los tres cohetes X-17 Argus, con una cabeza atómica que se hizo explotar en el espacio.

- 27 de agosto: en el Atlántico Sur, a 2700 km al oeste de Ciudad del Cabo (Sudáfrica) y a 160 km al sureste de la isla Tristán da Cunha, el Gobierno de Estados Unidos ―a las 2:28 (hora local) de la madrugada― lanza un cohete desde un barco, con una bomba atómica que se hace estallar en el espacio, a 200 km de altitud. Es la primera prueba (de tres) de la operación secreta Argus.
- 27 de agosto: un satélite soviético regresa a la Tierra tras fallar su puesta en órbita; sus tripulantes, dos perros, vuelven sanos y salvos.
- 27 de agosto: Montserrat Tresserras y José Vitos cruzan a nado el Canal de la Mancha.
- 27 de agosto: en Buenos Aires (Argentina), el Gobierno de Arturo Frondizi pone en vigencia la nueva Ley de Asociaciones Profesionales. Están presentes Eleuterio Cardoso, Andrés Framini y Adolfo Cavalli.
- 28 de agosto: en Argentina los siete rectores de las siete universidades nacionales (entre ellos José Peco, Josué Gollán, Oberdán Caletti y el hermano del presidente de la Nación, Risieri Frondizi) pidieron al Poder Ejecutivo Nacional la no concertación del decreto para universidades privadas, argumentando que era «para que no se viera alterada la vida institucional y académica del país». Casi simultáneamente comenzaron las manifestaciones y actos de protesta.[7]
- 30 de agosto: en el Atlántico Sur, a 2750 km al oeste de Ciudad del Cabo (Sudáfrica) y a 2000 km al este de las islas Georgias del Sur, el Gobierno de Estados Unidos ―a las 3:18 (hora local) de la madrugada― lanza un cohete desde un barco, con una bomba atómica que se hace estallar en el espacio, a 256 km de altitud. Es la segunda prueba (de tres) de la operación secreta Argus.

### Septiembre
- 1 de septiembre: da comienzo la Primera Guerra del Bacalao entre Islandia y el Reino Unido.
- 6 de septiembre: a 2700 km al oeste de Ciudad del Cabo (Sudáfrica), y a 1270 km al sureste de la isla Tristán da Cunha, el Gobierno de Estados Unidos ―a las 22:13 (hora local)― lanza un cohete desde un barco, con una bomba atómica que se hace estallar en el espacio, a 539 km de altitud (quizá fue la explosión nuclear más alta de la Historia). Es la tercera y última prueba de la operación Argus.
- 7 de septiembre: en Sevilla (España) se inaugura el Estadio Ramón Sánchez Pizjuán.
- 12 de septiembre: Jack S. Kilby inventa el primer circuito integrado (microchip) mientras trabajaba en Texas Instruments.
- 12 de septiembre: en el Área U3q del Sitio de pruebas atómicas de Nevada (a unos 100 km al noroeste de la ciudad de Las Vegas), a las 12:00 (hora local), Estados Unidos detona a 150 m bajo tierra su bomba atómica Otero, de 0,038 kilotones. Es la bomba n.º 160 de las 1127 que Estados Unidos detonó entre 1945 y 1992.
- 17 de septiembre: en el Área U3h del Sitio de pruebas de Nevada, a las 11:30 (hora local), Estados Unidos detona a 150 m bajo tierra su bomba atómica Bernalillo, de 0,015 kilotones.
- 19 de septiembre: en el Área U7b del Sitio de pruebas de Nevada, a las 6:00 (hora local), Estados Unidos detona a 150 metros de altura (en un globo aerostático su bomba atómica Eddy, de 0,083 kilotones. Es la bomba n.º 162 de las 1129 que Estados Unidos detonó entre 1945 y 1992.
- 21 de septiembre: a 150 metros bajo tierra, en el área U3m del Sitio de pruebas de Nevada, a las 11:00 (hora local), Estados Unidos detona su bomba atómica Luna, de 0,015 kilotones.
- 23 de septiembre: a 56 metros bajo tierra, en el Área U12f.01 del Sitio de pruebas de Nevada, a las 14:00 (hora local), Estados Unidos detona su bomba atómica Mercury, de 0,01 kilotones.
- 26 de septiembre: a 150 metros bajo tierra, en el Área U3r del Sitio de pruebas de Nevada, a las 12:00 (hora local), Estados Unidos detona su bomba atómica Valencia, de 0,002 kilotones.
- 27 de septiembre: el Tifón Ida mata al menos a 1269 personas en Honshu, Japón.
- 27 de septiembre: el Huracán Helene, la peor tormenta de la temporada de huracanes del Atlántico norte, alcanza el estatus de categoría 4.
- 28 de septiembre: en París (Francia) se aprueba en referéndum la constitución de la V República.
- 28 de septiembre: en el área 12F del sitio de pruebas atómicas de Nevada, Estados Unidos detona su bomba atómica n.º 166, Mars, de 0,013 kilotones. (En comparación, la bomba de Hiroshima fue de 13 kilotones).
- 29 de septiembre: en el Área 7B del Sitio de pruebas de Nevada, Estados Unidos detona desde un globo aerostático su bomba atómica Mora, de 2 kilotones.
- En septiembre, en Argentina estalla la polémica por la enseñanza libre o laica. Graves incidentes entre la policía y los estudiantes. Oposición estudiantil contra la ley del ministro Atilio Dell'Oro Maini, que autoriza el funcionamiento de universidades privadas.

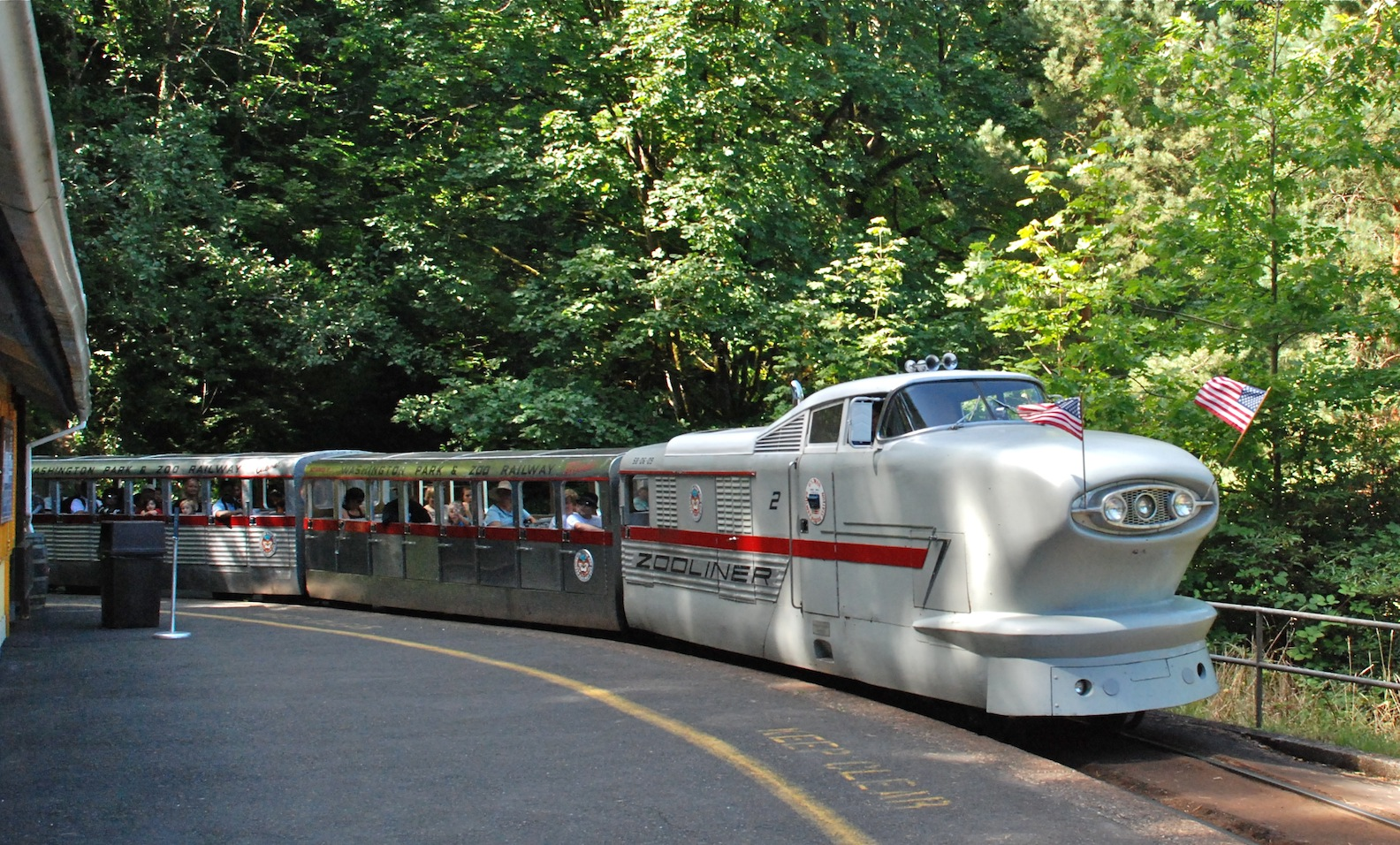
Zooliner tren -1958. Washington EEUU

### Octubre
- 1 de octubre: En Estados Unidos empieza a funcionar la NASA, con 4 laboratorios y 8000 empleados.
- 1 de octubre: Túnez y Marruecos se incorporan a la Liga Árabe.
- 2 de octubre: Guinea se declara independiente (de Francia).
- 4 de octubre: British Overseas Airways Corporation utiliza los nuevos jets De Havilland Comet (Comet 4), para convertirse en la primera aerolínea en llevar los servicios de pasajeros en avión a través del Atlántico.
- 5 de octubre: A 110 metros de altura (en un globo aerostático), en el área B7b del Sitio de pruebas atómicas de Nevada (a unos 100 km al noroeste de la ciudad de Las Vegas), a las 6:10 (hora local) Estados Unidos detona su bomba atómica Hidalgo, de 0,077 kilotones. A las 8:15 detona la bomba Colfax, de 0,006 kilotones, a 107 metros bajo tierra, en el área U3k. Son las bombas n.º 168 y 169 de las 1129 que Estados Unidos detonó entre 1945 y 1992.
- 8 de octubre: a 124 metros bajo tierra, en el área U12b.02 del Sitio de pruebas atómicas de Nevada, a las 14:00 (hora local), Estados Unidos detona su bomba atómica n.º 170: Tamalpais, de 0,072 kilotones.
- 9 de octubre: Fallece el papa Pío XII.
- 10 de octubre: Sobre una torre de 30 metros de altura, en el área 7c del Sitio de pruebas atómicas de Nevada, a las 6:30 (hora local), Estados Unidos detona su bomba atómica n.º 171: Quay, de 0,079 kilotones.
- 11 de octubre: Pioneer 1, la segunda y más exitosa de las 3 sondas espaciales del proyecto Thor-Able, se convierte en la primera nave espacial lanzada por la recién formada NASA.
- 14 de octubre: En Japón terminan los trabajos de construcción de la Torre de Tokio.
- 18 de octubre: El primer videojuego, “Tennis for Two”, inventado por William Higinbotham, se presenta en la Exhibición del Día de Visitantes del Laboratorio Nacional Brookhaven en los Estados Unidos.
- 25 de octubre: En Roma comienza el cónclave para elegir un nuevo pontífice tras la muerte del papa Pío XII (el 28 elegirá a Juan XXIII).
- 25 de octubre: En un globo aerostático, a 460 metros de altura, sobre el área 8b del Sitio de pruebas atómicas de Nevada (a unos 100 km al noroeste de la ciudad de Las Vegas), a las 20:00 (hora local) Estados Unidos detona su bomba atómica Ceres, de 0,0007 kilotones. Es la bomba n.º 186 de las 1129 que Estados Unidos detonó entre 1945 y 1992.
- 25 de octubre: en el circuito de Ain-Diab (Marruecos) fallece en accidente el piloto británico Stuart Lewis-Evans.
- 26 de octubre: En un globo aerostático, a 460 metros de altura, sobre el área 5 del Sitio de pruebas atómicas de Nevada, a las 2:20 de la madrugada (hora local) Estados Unidos detona su bomba atómica Sanford, de 4,9 kilotones. Es la bomba n.º 187 de las 1129 que Estados Unidos detonó entre 1945 y 1992. A las 8:00, en otro globo y a la misma altitud, detonó sobre el área B7b la bomba atómica De Baca, de 2,2 kilotones.
- 26 de octubre: La empresa Pan Am realiza el primer vuelo transatlántico comercial en un avión de reacción.
- 27 de octubre: Sobre una torre de 16 metros de altura, en el área 3u del Sitio de pruebas atómicas de Nevada, a las 6:30 (hora local), Estados Unidos detona su bomba atómica n.º 171: Chávez, de 0,0006 kilotones. Es la bomba n.º 189 de las 1129 que Estados Unidos detonó entre 1945 y 1992.
- 28 de octubre: En la Ciudad del Vaticano, el cardenal Ángelo Giuseppe Roncalli es elegido papa, y adopta el nombre de Juan XXIII.
- 28 de octubre: La Unión Soviética le concede a Argentina un crédito (equivalente a 100 millones de dólares de aquella época, que equivalen a 823 millones de 2015), para la compra de equipos petroleros soviéticos, a una tasa de interés del 2,5 % anual.
- 28 de octubre: A 256 metros bajo tierra, en el área U12b.04 del Sitio de pruebas atómicas de Nevada, a las 16:00 (hora local) Estados Unidos detona su bomba atómica Evans, de 0,055 kilotón. Es la bomba n.º 189 de las 1129 que Estados Unidos detonó entre 1945 y 1992.
- 29 de octubre: Sobre una torre de 15 metros de altura, en el área 9 del Sitio de pruebas atómicas de Nevada (a unos 100 km al noroeste de la ciudad de Las Vegas), a las 3:20 de la madrugada (hora local), Estados Unidos detona la bomba atómica Mazama, pero genera una reacción nuclear muy pobre. A las 6:45 detona la bomba Humboldt sobre una torre de 10 m en el área 3v, de 7,8 kilotones. Son las bombas n.º 191 y 192 de las 1129 que Estados Unidos detonó entre 1945 y 1992.
- 30 de octubre: En Argentina, el presidente Arturo Frondizi y el ministro Álvaro Alsogaray anuncian una nueva política económica, el peso devalúa un 68,2 %, se suprimen los aranceles a la importación de productos extranjeros (de menor precio que los nacionales), y suprime los subsidios al consumo.[cita requerida]
- 31 de octubre: En Venezuela se firma el Pacto de Puntofijo.

### Noviembre
- 3 de noviembre: Se inaugura la nueva sede de la Unesco en París.
- 3 de noviembre: En Chile, Jorge Alessandri Rodríguez asume la presidencia, siendo el segundo «Gobierno independiente».
- 7 de noviembre: En las islas Kuriles se registra un fuerte terremoto de 8,4 seguido de un tsunami de 5 metros de altura.
- 10 de noviembre: Harry Winston dona el Diamante Hope al Smithsonian.
- 21 de noviembre: En Venezuela se inaugura la Universidad de Oriente.
- 26 de noviembre: Un Boeing B-52 Stratofortress estableció un récord mundial de velocidad de 902 km/h sobre un circuito cerrado de 10000 kilómetros sin carga. El mismo día, otro Boeing B-52 Stratofortress establece un récord mundial de velocidad de 962 km/h sobre un circuito cerrado de 5000 km sin carga.

### Diciembre
- 1 de diciembre: en México, Adolfo López Mateos toma posesión como presidente como su quincuagesimoquinto presidente para el mandato presidencial 1958-1964.
- 7 de diciembre: en Venezuela se celebran las elecciones presidenciales luego del restablecimiento de la democracia, resultando electo Rómulo Betancourt
- 15 de diciembre: En Perú se inaugura América Televisión, el primer canal de televisión comercial del Perú.
- 16 de diciembre: El incendio del Almacén Vida en Bogotá (Colombia), deja 88 muertos.
- 18 de diciembre: Estados Unidos lanza el Score, primer satélite de comunicaciones de la Historia humana.
- 21 de diciembre: en Francia, el militar Charles de Gaulle es elegido por referéndum, presidente de la V República.
- 26 de diciembre: en Barinas se inaugura el templo del Sagrado Corazón de Jesús.
- 31 de diciembre: finaliza el Año Geofísico Internacional.
- 31 de diciembre: inicia el Conflicto México-Guatemala (1958-1959).

### Sin fecha conocida
- En 1958, Enric Bernat funda la compañía española de piruletas Chupa Chups.
- En Quintana Roo (México), Pablo Bush Romero funda la localidad de Akumal, primer destino de buceo de ese país.
- La isla de los Faisanes pasa a tener soberanía compartida entre España y Francia para romper la conexión de ETA en los dos países vascos.

## Nacimientos

### Enero
- 1 de enero: Grandmaster Flash, músico barbado.
- 2 de enero: Stefano Giuliani, ciclista italiano.
- 3 de enero:
  - Carles Francino, periodista español.
  - César Augusto Londoño, periodista, presentador y locutor colombiano.
- 6 de enero: Michel Nykiel, futbolista polaco (f. 2014).
- 7 de enero: Linda Kozlowski, actriz estadounidense.
- 9 de enero: Mehmet Ali Ağca, asesino frustrado turco.
- 10 de enero: Samira Said, cantante marroquí-egipcia de música árabe.
- 13 de enero: Paco Buyo, futbolista español.
- 15 de enero:
  - Luis Pescetti, escritor, músico y cantautor argentino.
  - Boris Tadić, presidente serbio.
  - Silvano Contini, ciclista italiano.
- 16 de enero:
  - Anatoli Boukreev, escalador ruso (f. 1997).
  - Paolo el Rockero (Jorge Montejo), actor y cómico argentino.
- 17 de enero: Georges Bregy, futbolista suizo.
- 20 de enero: Lorenzo Lamas, actor estadounidense.
- 22 de enero: Bruno Rodríguez Parrilla, diplomático y político cubano.
- 25 de enero:
  - Alessandro Baricco, novelista, dramaturgo y periodista italiano.
  - Antonio Jesús López Nieto, árbitro de fútbol español.
- 26 de enero:
  - Ellen DeGeneres, humorista estadounidense.
  - Edgardo Bauza, futbolista y entrenador argentino.
  - Gian Piero Gasperini, futbolista y entrenador italiano.
  - Elluz Peraza, actriz y modelo venezolana.
- 28 de enero:
  - Guillermo Fernández, cantante y músico argentino.
  - Maitê Proença, actriz y presentadora de televisión brasileña.
- 29 de enero: Thierry Tusseau, futbolista francés.
- 30 de enero:
  - Marco Solfrini, baloncestista italiano (f. 2018).
  - Brett Butler, actriz estadounidense.
  - Marek Łbik, piragüista polaco.

### Febrero
- 1 de febrero: Ryō Horikawa, seiyū japonés.
- 2 de febrero: George Grigore, escritor y traductor rumano.
- 7 de febrero:
  - Manuel Mijares, cantante mexicano.
  - Giuseppe Baresi, futbolista italiano.
- 10 de febrero:
  - Silvia Süller, vedette y mediática argentina.
  - Galy Galiano, cantante colombiano.
  - Ricardo Gareca, exfutbolista y entrenador argentino.
- 11 de febrero: Alberto Bica, futbolista uruguayo (f. 2021).
- 12 de febrero:
  - Roxana Campos, actriz chilena de teatro, cine y televisión.
  - Javier Gurruchaga, actor, showman y cantante español, miembro de la Orquesta Mondragón.
- 16 de febrero:
  - Alberto Górriz Echarte, futbolista español.
  - Ice T, actor y cantante estadounidense.
  - Lisa Loring, actriz estadounidense (f. 2023).
  - Lois Pereiro, escritor y poeta español (f. 1996).
  - Oscar Schmidt, baloncestista brasileño.
- 17 de febrero: Josefa Andrés Barea, política española.
- 18 de febrero: Gar Samuelson, baterista estadounidense, de la banda Megadeth (f. 1999).
- 19 de febrero: Reina Reech, vedette, coreógrafa y actriz argentina.
- 21 de febrero: Luis María Díez-Picazo Giménez, magistrado del Tribunal Supremo de España.
- 22 de febrero:
  - Jesús Álvarez Cervantes, periodista español.
  - Kaïs Saied, político tunecino, presidente de Túnez desde 2019.
- 24 de febrero: Sílvia Pfeifer, actriz y modelo brasileña.
- 26 de febrero: Michel Houellebecq, escritor francés.
- 27 de febrero:
  - Hugo de León, jugador y entrenador de fútbol uruguayo.
  - Ana María Rodríguez, escritora científica infantil estadounidense, de origen argentino-venezolano.
- 28 de febrero: María Casal, actriz española.

### Marzo
- 3 de marzo: Miranda Richardson, actriz británica.

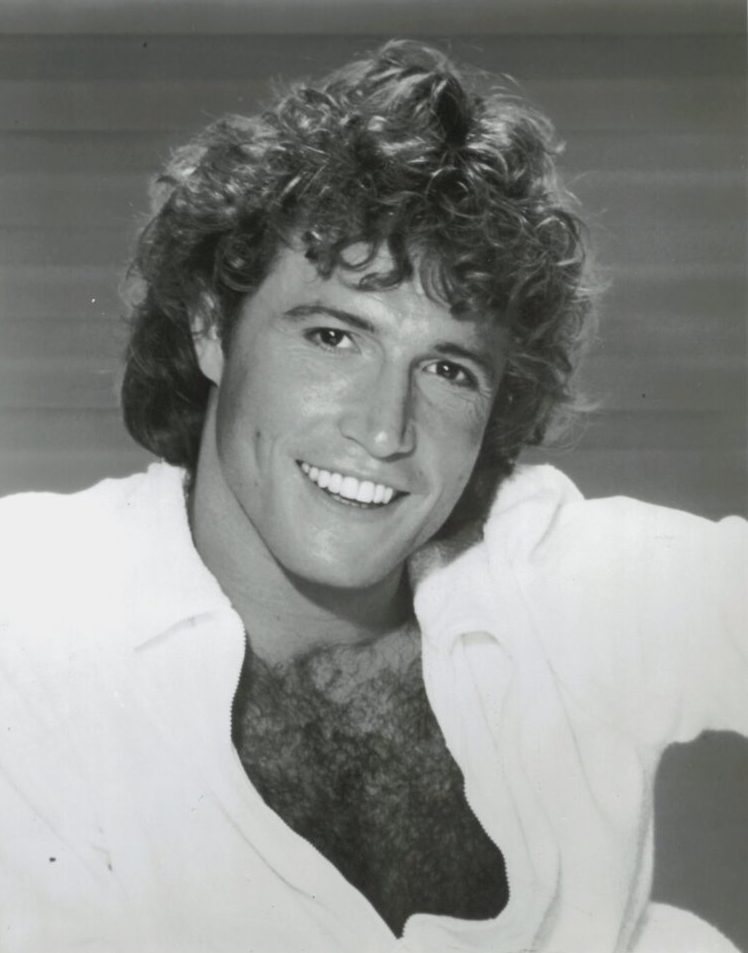
Andy Gibb

- 5 de marzo: Andy Gibb, cantante británico (f. 1988).
- 6 de marzo: Luisa Ezquerra, actriz española.
- 7 de marzo: Rik Mayall, actor y comediante británico (f. 2014).
- 8 de marzo: Gary Numan, músico británico.
- 10 de marzo:
  - Sharon Stone, actriz estadounidense.
  - Frankie Ruiz, cantante puertorriqueño (f. 1998).
- 11 de marzo:
  - Ghazi Mashal Ajil al-Yawer, político iraquí, presidente interino.
  - Juan José Galeano, abogado y escritor argentino
- 13 de marzo: Mágico González, futbolista salvadoreño.
- 14 de marzo: Alberto II de Mónaco Príncipe de Mónaco
- 17 de marzo: José Manuel Abascal, es un exatleta español, especialista en medio fondo.
- 19 de marzo: Myriam de Lourdes, actriz colombiana.

- 20 de marzo:

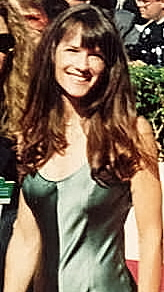
Holly Hunter

  - Holly Hunter, actriz estadounidense.
  - Edson Celulari, actor brasileño.
  - Evelio José Rosero, escritor y periodista colombiano.

- 21 de marzo:
  - Gary Oldman, actor británico.
  - Benito Pocino, actor español.

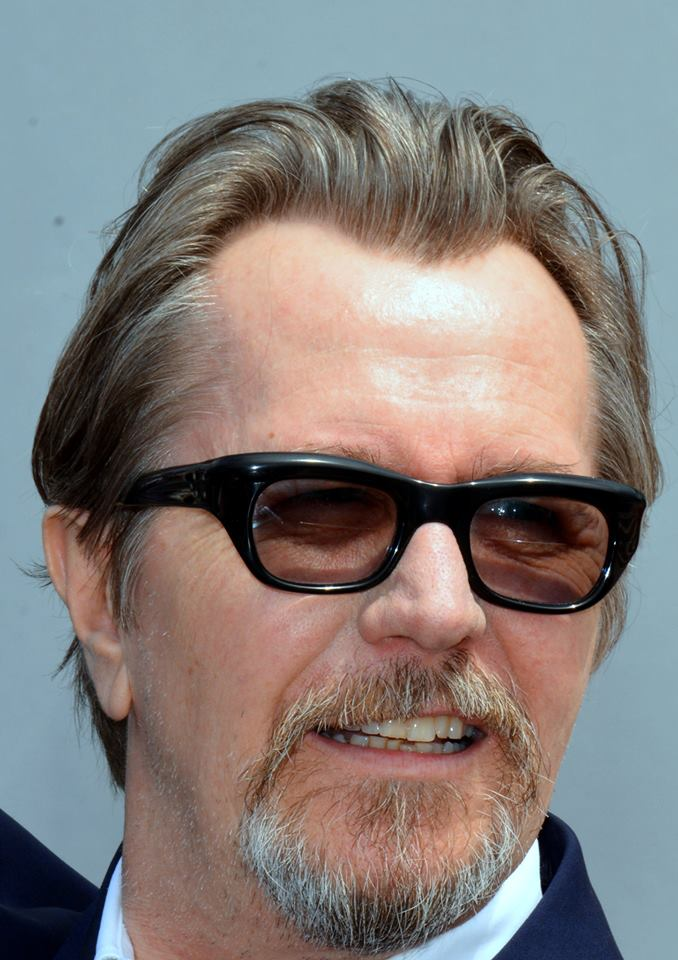
Gary Oldman

- 26 de marzo: Elio De Angelis, piloto de automovilismo italiano (f. 1986).
- 31 de marzo: Sylvester Groth, actor de cine y tenor alemán.

### Abril
- 2 de abril:
  - Stefano Bettarello, rugbista y entrenador italiano.
  - Larry Drew, baloncestista y entrenador estadounidense.
  - Pablo Sobisch, pintor argentino, hijo del pintor Enrique Sobisch desde 1929 hasta 1989.
- 3 de abril: Alec Baldwin, actor estadounidense.
- 4 de abril: Christian Danner, piloto alemán de automovilismo.
- 6 de abril: Francis (Francisco García Escalante), artista mexicano (f. 2007).
- 10 de abril: Victor Hugo Palma, sacerdote, profesor y obispo guatemalteco.
- 11 de abril: Stuart Adamson, cantante y guitarrista británico.
- 21 de abril:
  - Andie MacDowell, actriz estadounidense.
  - Yoshito Usui, dibujante de manga japonés (f. 2009).
- 23 de abril: Jorge Márquez, escritor, autor y director teatral.
- 26 de abril: Johnny Dumfries, piloto de automovilismo británico (f. 2021).
- 29 de abril:
  - Michelle Pfeiffer, actriz y cantante estadounidense.
  - Giovanni Galli, futbolista italiano.
- 30 de abril: Guillermo Capetillo, actor, cantante y torero mexicano.

### Mayo
- 2 de mayo: Giuseppe Dossena, futbolista y entrenador italiano.
- 4 de mayo:
  - Keith Haring, artista estadounidense (f. 1990).
  - Tony Friel, bajista inglés.
  - Thomas Darling, remero estadounidense.
- 6 de mayo:
  - Lolita, cantante y actriz española.
  - Tommy Byrne, piloto irlandés de automovilismo.
- 9 de mayo:
  - Julio César Uribe, futbolista peruano.
  - Bhaskran Satiananthan, futbolista y entrenador malasio (f. 2023).
- 11 de mayo: Brice Hortefeux, político francés.
- 12 de mayo: Massimo Briaschi, futbolista italiano.
- 13 de mayo: Willie González, cantante puertorriqueño.
- 16 de mayo: Lalo Rodríguez, cantante puertorriqueño (f. 2022).
- 17 de mayo:
  - Paul Di'Anno, músico estadounidense, primer cantante de la banda Iron Maiden.
  - Rudy Pérez, músico y productor cubano-estadounidense.
  - Eduardo «Chabay» Ruiz, político argentino.
- 18 de mayo: Isabel María Pérez, actriz española.
- 26 de mayo:
  - Margaret Colin, actriz estadounidense.
  - Norberto Peluffo, futbolista, entrenador y comentarista deportivo colombiano.
- 27 de mayo: Neil Finn, cantautor neozelandés.
- 30 de mayo:
  - José María Gimeno, actor español.
  - Marie Fredriksson, cantante y compositora sueca del dúo Roxette (f. 2019).
  - Francisco Javier López Peña, terrorista español (f. 2013).

### Junio
- 2 de junio:
  - Lex Luger, luchador profesional estadounidense.
  - Rocío Banquells, cantante y actriz mexicana.
  - Patricia Adriani, actriz española.
- 4 de junio:
  - Tito Nieves, cantante puertorriqueño.
  - Henry Jenkins, académico estadounidense de los medios de comunicación.
- 7 de junio: Prince, cantante de pop estadounidense (f. 2016).
- 10 de junio:
  - Alfredo Adame, actor y presentador de televisión mexicano.
  - G. Harishankar, percusionista indio (f. 2002).
  - Berta Pereira, percusionista uruguaya.
  - Francisco Pacho Benítez, periodista colombiano (f. 2022).
- 12 de junio: Gladys Florimonte, actriz y comediante argentina.
- 14 de junio:
  - Viviane Senna, empresaria brasileña.
  - Olaf Scholz, político alemán, Canciller de Alemania desde 2021 hasta 2025.
- 15 de junio: Riccardo Paletti, piloto de automovilismo italiano (f. 1982).
- 19 de junio: Luis Guridi, cineasta y guionista español.
- 21 de junio:
  - Guennadi Pádalka, cosmonauta ruso.
  - Jaime Urrutia, cantante, letrista y compositor español, de la banda Gabinete Caligari.
- 22 de junio: Bruce Campbell, actor estadounidense.
- 30 de junio: Esa-Pekka Salonen, director de orquesta y compositor finlandés.

### Julio
- 2 de julio: Luis Motta Domínguez, militar y político venezolano.
- 3 de julio: Ángel Acebes, político español.
- 5 de julio: Martiniano Abaga Elé Ndoho, Maelé cantante y ecuatoguineano (f. 2017).
- 6 de julio: Arnaldo Otegi, político español.
- 8 de julio: Kevin Bacon, actor estadounidense.
- 11 de julio: Hugo Sánchez, exfutbolista y entrenador mexicano.
- 17 de julio: Juan Carlos Paz, futbolista y entrenador uruguayo.
- 22 de julio: Jon Oliva, fundador y vocalista líder de la banda de Heavy metal Savatage.
- 23 de julio: Pietro Fanna, futbolista italiano.
- 26 de julio:
  - Jesús Barrero, actor mexicano de doblaje (f. 2016).
  - Ramón Orlando, cantautor, músico, arreglista y productor musical dominicano.
- 30 de julio:
  - Kate Bush, cantante británica.
  - Richard Burgi, actor estadounidense.

### Agosto
- 2 de agosto: Shō Hayami, seiyū japonés.
- 4 de agosto: William Orbaugh, guitarrista guatemalteco.
- 5 de agosto: Martha Pabón, actriz colombo-Venezolana.
- 7 de agosto: Bruce Dickinson, cantante británico, miembro de la banda Iron Maiden.
- 12 de agosto: Pablo Longueira, ingeniero y político chileno.
- 13 de agosto: Domenico Dolce, diseñador de moda italiano.
- 16 de agosto: Madonna, cantante y actriz estadounidense.
- 17 de agosto: Belinda Carlisle, cantante estadounidense.
- 18 de agosto: Madeleine Stowe, actriz estadounidense.
- 22 de agosto: Vernon Reid, guitarrista británico.
- 25 de agosto:
  - Tim Burton, cineasta estadounidense.
  - Ramón Rivas, antropólogo de nacionalidad salvadoreña y neerlandesa.

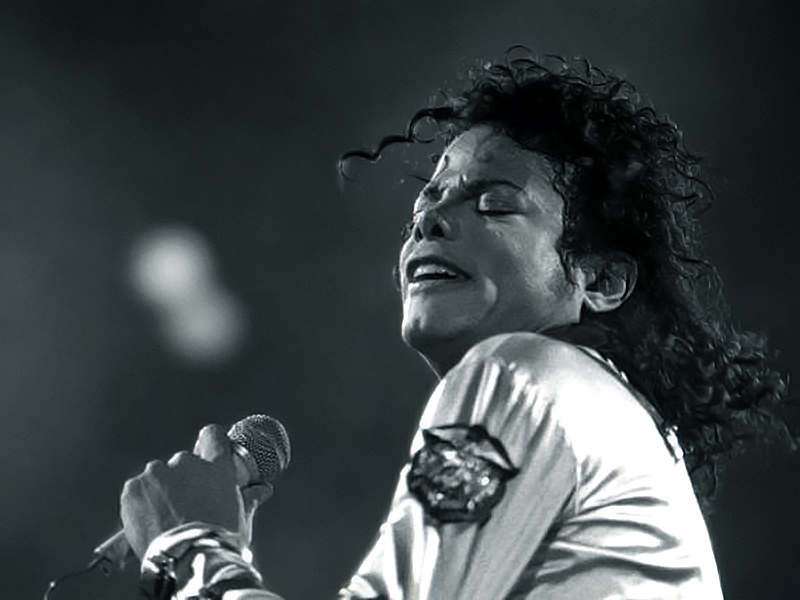
Michael Jackson

- 27 de agosto: Serguéi Krikaliov, cosmonauta ruso.
- 29 de agosto: Michael Jackson, cantante, compositor, bailarín, productor musical y filántropo estadounidense (f. 2009).
- 29 de agosto: Rebecca De Mornay, actriz estadounidense.
- 30 de agosto:
  - Anna Politkóvskaia, periodista rusa y activista de los derechos humanos (f. 2006).
  - Braulio Castillo, actor puertorriqueño.
- 31 de agosto: Ramón Ibarra Robles, actor español.

### Septiembre
- 2 de septiembre:
  - Cano Estremera, cantante puertorriqueño (f. 2020).
  - Luis Guillermo Guerrero, abogado y jurista colombiano.
  - Olivier Grouillard, piloto de automovilismo francés.
- 3 de septiembre: Rafael Poveda, periodista colombiano.
- 6 de septiembre: Michael Winslow, actor y actor de voz estadounidense.
- 12 de septiembre: Hikaru Hanada, actor y seiyū japonés.
- 13 de septiembre: Miguel Ángel Casanova Velasco, futbolista mexicano.
- 14 de septiembre: Fernando Olivera Vega, político peruano.
- 16 de septiembre: Jennifer Tilly, actriz estadounidense.
- 17 de septiembre: Nancho Novo, actor español.
- 22 de septiembre:
  - Andrea Bocelli, cantante italiano.
  - Joan Jett, cantante y guitarrista estadounidense.

### Octubre
- 5 de octubre:
  - Manuel Landeta, actor, cantante y bailarín mexicano.
  - Antonio Di Gennaro, futbolista italiano.
- 6 de octubre: Flavio Caballero, actor colombiano.
- 7 de octubre:
  - Gerardo Isaac, militar y héroe nacional argentino.
  - Julio Alberto, futbolista español.
- 8 de octubre: Michael Jarrell, compositor suizo.
- 10 de octubre: Tanya Tucker, cantante de country estadounidense.
- 11 de octubre: Totia Meireles, actriz brasileña.
- 13 de octubre:
  - Ana Bertha Espín, actriz mexicana.
  - Yamal Jashogyi, periodista saudí (f. 2018).
- 14 de octubre: Isabel Sabogal, novelista, poetisa y traductora peruano - polaca.
- 15 de octubre: Armando de Armas, escritor cubano de los géneros de novela, cuento, ensayo y artículos periodísticos.
- 16 de octubre: Tim Robbins, actor estadounidense.
- 17 de octubre: Melchor Miralles, periodista español.
- 20 de octubre:
  - Dave Finlay, luchador profesional irlandés.
  - Viggo Mortensen, actor danés-estadounidense.
  - Mark King, cantante y bajista de la banda inglesa Level 42.
  - Ivo Pogorelich, pianista croata.
- 25 de octubre:
  - Edi Clavo, baterista español de la banda Gabinete Caligari.
  - Kornelia Ender, nadadora alemana.
  - Leonardo Natale, ciclista italiano.
- 27 de octubre:
  - Mónica Gonzaga, actriz argentina.
  - Manu Katché, percusionista francés.
  - Simon Le Bon, vocalista y compositor británico de la banda Duran Duran.
- 28 de octubre: Concha García Campoy, periodista española (f. 2013).
- 30 de octubre: Julia Zenko, cantante argentina.

### Noviembre
- 1 de noviembre: Annette Patrick, cantante francesa, de la banda Ottawan.
- 2 de noviembre: Juan Ramón Lucas, periodista español.
- 5 de noviembre: Robert Patrick, actor estadounidense.
- 11 de noviembre: Luz Casal, cantante española.
- 14 de noviembre:
  - Sergio Goyri, actor mexicano.
  - Raúl Pérez Tovar, beisbolista venezolano.
- 15 de noviembre:
  - Diane Pretty, enferma de esclerosis lateral amiotrófica (ELA) y activista británica por la eutanasia (f. 2002).
  - Rodrigo Pardo García-Peña, periodista, académico y diplomático colombiano (f. 2024).
  - Carmen González Huguet, poeta y escritora salvadoreña de ascendencia española.
- 16 de noviembre:
  - Marg Helgenberger, actriz estadounidense.
  - Roberto Guerrero, piloto colombiano de automovilismo.
- 17 de noviembre:
  - Mary Elizabeth Mastrantonio, actriz estadounidense.
  - Mariana Ingold, compositora, tecladista y cantante uruguaya.
  - Frank van Hattum, futbolista neozelandés.
- 20 de noviembre:
  - Horacio Chofi Faruolo, músico, programador de sonido y tecladista argentino de música rock y jazz.
  - Rickson Gracie, artista marcial brasileño.
- 22 de noviembre: Jamie Lee Curtis, actriz y escritora estadounidense.
- 25 de noviembre:
  - Gustavo Arribas, político argentino, director de la agencia de inteligencia de ese país.
  - Jules Bocandé, futbolista senegalés.
- 29 de noviembre:
  - Michael Dempsey, músico británico, de la banda The Cure.
  - María Elena Moyano (Madre Coraje), activista de izquierda y feminista peruana, asesinada por Sendero Luminoso (f. 1992).
- 30 de noviembre:
  - Krzysztof Urbanowicz, futbolista polaco (f. 2014).
  - Miodrag Ješić, futbolista y entrenador serbio (f. 2022).

### Diciembre
- 1 de diciembre: Javier Aguirre, futbolista y entrenador mexicano.
- 2 de diciembre: Agustín Lasaosa, futbolista español.
- 4 de diciembre: Luis García Montero, poeta y profesor universitario español.
- 6 de diciembre: Nick Park, animador inglés.
- 9 de diciembre:
  - Rikk Agnew, guitarrista estadounidense, de la banda Christian Death.
  - Ethel Koffman, cantante y docente argentina.
  - Gerardo Murguía, actor mexicano.
  - Nick Seymour, músico australiano, de la banda Crowded House.

- 11 de diciembre:

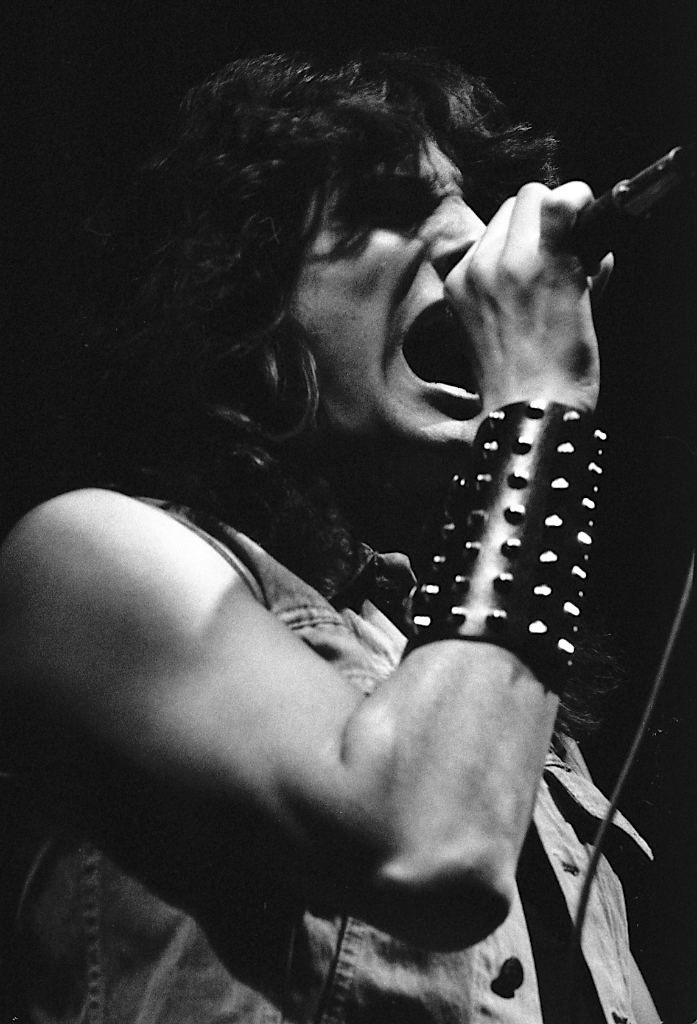
Jose Antonio Manzano

  - Alberto Ruiz-Gallardón, político español.
  - Ever Hernández, futbolista salvadoreño.
  - José Antonio Manzano, cantante español. (f. 2019)
- 17 de diciembre:
  - Edgar Allan García, gestor cultural y escritor ecuatoriano..
  - Mike Mills, músico estadounidense.
- 19 de diciembre: Rosita Pelayo, actriz mexicana.
- 20 de diciembre: Fabián Matus, productor musical y escritor argentino (f. 2019).
- 22 de diciembre: José Alberto "El Canario", cantante dominicano.
- 24 de diciembre: Janfri Topera, actor español.
- 25 de diciembre:
  - Alannah Myles, cantante canadiense.
  - Juancho Rois, acordeonero y compositor colombiano de música vallenata (f. 1994).
- 28 de diciembre: César Sarachu, actor español.
- 29 de diciembre: Ana Curra, cantante española, de la banda Parálisis Permanente.
- 31 de diciembre: Bebe Neuwirth, actriz estadounidense.

### Fecha desconocida
- Francisca Puertas Maroto, doctora en ciencias químicas y profesora del CSIC española.

## Fallecimientos

### Enero
- 1 de enero: Edward Weston, fotógrafo estadounidense (n. 1886).
- 4 de enero: John Anderson, político escocés (n. 1882).
- 30 de enero: Víctor de la Serna, periodista español (n. 1896).

### Febrero
- 1 de febrero: Clinton Davisson, físico estadounidense, premio Nobel de Física en 1937 (n. 1881).
- 4 de febrero: Monta Bell, cineasta estadounidense (n. 1891).

### Marzo
- 3 de marzo: Wilhelm Zaisser, político de la República Democrática Alemana (n. 1893).
- 8 de marzo: Eulalia de Borbón, infanta de España, hija de Isabel II y Francisco de Asís de Borbón (n. 1864).

- 21 de marzo: Cyril M. Kornbluth, escritor estadounidense de fantasía y ciencia ficción (n. 1923).

### Mayo
- 29 de mayo: Juan Ramón Jiménez, poeta español, premio Nobel de Literatura en 1956 (n. 1881).
- 30 de mayo: Pat O'Connor, piloto estadounidense de automovilismo (n. 1928).

### Junio
- 20 de junio: Kurt Alder, químico alemán. Premio Nobel de Química en 1950 (n. 1902).

### Julio
- 6 de julio: Luigi Musso, piloto de automovilismo italiano (n. 1924).

### Agosto
- 3 de agosto: Peter Collins, piloto de automovilismo británico (n. 1931).
- 14 de agosto: Jean Frédéric Joliot-Curie, físico francés, premio Nobel de Química en 1935 (n. 1900).
- 14 de agosto: Edwiges de Sá Pereira, maestra, periodista, poetisa y feminista brasileña (n. 1884).
- 22 de agosto: Roger Martin du Gard, novelista francés, premio Nobel de Literatura en 1937 (n. 1881).
- 27 de agosto: Ernest Lawrence, físico estadounidense, premio Nobel de Física en 1939 (n. 1901).

### Septiembre
- 25 de septiembre: John B. Watson, psicólogo estadounidense (n. 1878).

### Octubre

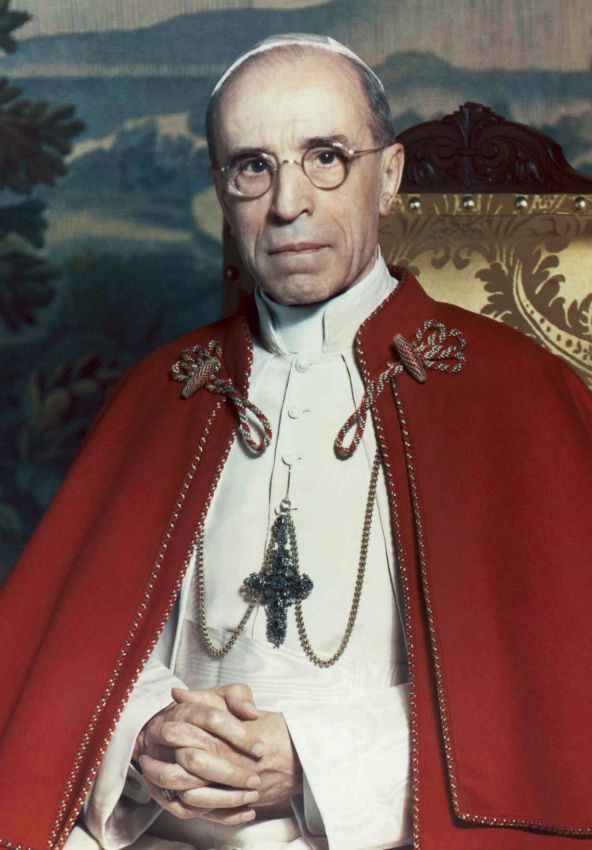
Pío XII

- 9 de octubre: Pío XII, papa italiano (n. 1876).
- 24 de octubre: George Edward Moore, filósofo británico (n. 1873).
- 25 de octubre: Stuart Lewis-Evans, piloto británico de automovilismo (n. 1930).

### Noviembre
- 11 de noviembre: André Bazin, crítico de cine francés (n. 1918).
- 15 de noviembre: Tyrone Power, actor estadounidense (n. 1914).
- 17 de noviembre: Yutaka Taniyama, matemático japonés (n. 1927).
- 24 de noviembre: Robert Cecil, político y diplomático británico, premio Nobel de la Paz en 1937 (n. 1864).

### Diciembre
- 10 de diciembre: Krishna Venta (Francis Pencovich), líder de secta y religioso estadounidense (n. 1911).

## Arte y literatura
- Hannah Arendt publicó La condición humana.
- Manifiesto de Los Papelípolas, grupo literario colombiano, afín al nadaísmo y a la generación beat.
- Boris Pasternak: Doctor Zhivago.
- Carlos Fuentes: La región más transparente.
- Francisco Ibáñez: Mortadelo y Filemón.
- 6 de enero: J. Vidal Cadellans obtiene el premio Nadal por su novela No era de los nuestros.
- 26 de enero: en los Estados Unidos, Buddy Holly aparece en el programa de Ed Sullivan.
- 15 de agosto: Octavio Paz publica La estación violenta.
- 13 de septiembre: Julián Polanía Pérez publica Noción de pesadumbre.
- Vladimir Nabokov publica Lolita en los Estados Unidos.
- Chinua Achebe: Todo se desmorona.
- Jorge Amado: Gabriela, clavo y canela.
- Samuel Beckett: El innombrable, La última cinta de Krapp.
- Truman Capote: Breakfast at Tiffany's.
- Agatha Christie: Inocencia trágica.
- Ian Fleming: Dr. No.
- Graham Greene: Nuestro hombre en La Habana.
- Kenzaburō Ōe: Arrancad las semillas, fusilad a los niños.
- Bertolt Brecht: La resistible ascensión de Arturo Ui.
- Tennessee Williams: De repente, el último verano.

## Ciencia y tecnología
- Creación de ARPANET.

### Medicina y biología
- Nishiwaki y Kamiya describen por primera vez el zifio de dientes de ginkgo (Mesoplodon ginkgodens).
- Kenneth Norris (1924-1998) y McFarland describen por primera vez la vaquita marina (Phocoena sinus).

## Deportes

### Ajedrez
- Bobby Fischer se convierte, a los quince años, en el Gran Maestro más joven de la historia.

### Atletismo
- Del 19 al 24 de agosto: VI Campeonato Europeo de Atletismo celebrado en Estocolmo (Suecia).
  - Ganador del medallero   Unión Soviética
- XX Campeonato Sudamericano de Atletismo celebrado en Montevideo (Uruguay).
  - Ganador del medallero   Brasil

### Automovilismo
- Fórmula 1: Mike Hawthorn (Reino Unido).

### Baloncesto
- Del 24 de enero al 11 de febrero, se celebra el XVII Campeonato Sudamericano de Baloncesto Masculino en Santiago de Chile (Chile).

Medallero:
  Brasil.
  Uruguay
  Paraguay
- Del 19 de abril al 8 de mayo se celebra el VII Campeonato Sudamericano de Baloncesto Femenino en Lima (Perú).

Medallero:
  Brasil
  Argentina.
  Paraguay
- Del 9 al 18 de mayo se celebra el VI Campeonato Europeo de Baloncesto Femenino en la ciudad de Łódź (Polonia).

Medallero:
  Bulgaria
  URSS.
  Checoslovaquia

### Béisbol
- Serie Mundial: los New York Yankees ganan su campeonato mundial número 18 tras ganar la serie 4-3 a los Milwaukee Braves.
- Liga de Béisbol Profesional de la República Dominicana: los Leones del Escogido obtiene su tercer título consecutivo al derrotar 5-1 a las Estrellas Orientales.

### Fútbol
- Copa de Campeones de Europa: Real Madrid consigue su tercera copa de Europa tras vencer 3-2 en Tiempo extra al AC Milan
- Copa Mundial de Fútbol: Brasil 5:2 Suecia (28 de junio).
- Copa de Ferias: Fútbol Club Barcelona (España).
- Campeonato colombiano: Independiente Santa Fe.
- 7 de septiembre: inauguración del estadio Sánchez Pizjuán de Sevilla con un partido amistoso entre el Sevilla FC y el Real Jaén Club de Fútbol. El partido acabó con un resultado de 3-3.
- 21 de septiembre: se celebra en el estadio Sánchez Pizjuán de Sevilla, el primer partido oficial entre los equipos Sevilla FC y Real Betis, terminando con la victoria bética con un resultado de 2-4.

### Gimnasia Artística
- Del 6 al 10 de julio se celebra el XIV Campeonato Mundial de Gimnasia Artística en Moscú (URSS).

País ganador del medallero  Unión Soviética.

### Golf
- US Open:  Tommy Bolt.
- Masters de Augusta:  Arnold Palmer.
- British Open:  Peter Thomson.
- Campeonato de la PGA:  Dow Finsterwald.

### Hockey sobre patines
- Del 24 al 31 de mayo se celebra el XIII Campeonato Mundial de Hockey sobre patines masculino en Oporto (Portugal).

Medallero:
  Portugal.
  España.
  Italia

### Natación
- Del 18 al 25 de agosto IX Campeonato Europeo de Natación en Budapest (Hungría).

País ganador del medallero de Natación  Países Bajos.
País ganador del medallero de Saltos  Unión Soviética.
- - Medallero de Waterpolo Masculino:

  Hungría
  Yugoslavia
  URSS
- XIV Campeonato Sudamericano de Natación en Montevideo (Uruguay).

País ganador del medallero de Natación  Brasil.

### Tenis
- 47ª edición de la Copa Davis.  Estados Unidos se proclama campeón en la final ante  AUS por 3-2.

- Abierto de Australia:
  - Ganadora individual: Angela Mortimer Barrett 
  - Ganador individual: Ashley Cooper

- Torneo de Roland Garros:
  - Ganadora individual: Zsuzsa Körmöczy 
  - Ganador individual: Mervyn Rose

- Campeonato de Wimbledon:
  - Ganadora individual: Althea Gibson 
  - Ganador individual: Ashley Cooper

- Abierto de Estados Unidos:
  - Ganadora individual: Althea Gibson 
  - Ganador individual: Ashley Cooper

### Voleibol
- Del 30 de agosto al 10 de septiembre se celebra la V edición del Campeonato Europeo de Voleibol Femenino en Checoslovaquia.

  URSS.
  Checoslovaquia.
  Polonia.
- Del 30 de agosto al 11 de septiembre se celebra la V edición del Campeonato Europeo de Voleibol Masculino en Checoslovaquia.

  Checoslovaquia.
  Rumanía.
  URSS.
- III edición del Campeonato Sudamericano de Voleibol Femenino en Porto Alegre (Brasil).

  Brasil.
  Perú.
  Uruguay.
- III edición del Campeonato Sudamericano de Voleibol Masculino en Porto Alegre (Brasil).

  Brasil.
  Paraguay.
  Uruguay.

## Cine

### Festivales de cine
- 11ª edición del Festival Internacional de Cine de Cannes celebrada entre el 2 al 18 de mayo de 1958.
  - Palma de Oro a la mejor película Cuando pasan las cigüeñas de Mijaíl Kalatózov.

- 8ª edición del Festival Internacional de Cine de Berlín celebrada del 27 de junio al 8 de julio de 1958.
  - Oso de Oro a la mejor película Fresas salvajes de Ingmar Bergman.

- 6ª edición del Festival Internacional de Cine de San Sebastián celebrada del 19 y el 29 de julio de 1958.
  - Concha de Oro a la mejor película Eva quiere dormir, de Tadeusz Chmielewski.

- 19ª edición del Festival Internacional de Cine de Venecia, Mostra de Venecia se celebró del 24 de agosto al 7 de septiembre de 1958.
  - León de Oro a la mejor película El hombre del carrito de Hiroshi Inagaki.

## Música
- Elvis Presley lanza su canción Jailhouse Rock paralelamente que realiza la coreografía de la misma, dando lugar al primer videoclip de la historia.
- Es lanzado el álbum debut de The Everly Brothers, titulado simplemente The Everly Brothers.
- El artista de rock and roll, Buddy Holly, lanza su segundo y tercer álbum de estudio, el segundo llamado Buddy Holly y el tercero That'll Be the Day. Edita los sencillos "Maybe Baby" y "Heartbeat".
- Aparece la banda The Hawks, que en 1964 cambiaría su nombre por The Band.
- Aparece la banda Bee Gees.
- Se crea la banda de apoyo a Cliff Richard The Drifters, que cambiaría su nombre por The Shadows.
- Frank Sinatra: "Come Fly with Me". «Álbum publicado el 6 de enero por el sello discográfico Capitol Records». "Frank Sinatra Sings for Only the Lonely". «Álbum publicado el 8 de septiembre por el sello discográfico Capitol Records».

### Festivales
- El 12 de marzo se celebra la III edición del Festival de la Canción de Eurovisión en Hilversum  Países Bajos.
  - Ganador/a: La cantante Corry Brokken con la canción «Dors, mon amour» representando a Francia .

## Premios Nobel
- Física: Pavel Alekseyevich Cherenkov, Ilya Mikhailovich Frank e Igor Yevgenyevich Tamm.[8]
- Química: Frederick Sanger.[8]
- Medicina: George Wells Beadle, Edward Lawrie Tatum y Joshua Lederberg.[8]
- Literatura: Boris Leonidovich Pasternak.[8]
- Paz: Georges Pire.[8]